# Nectopsyche quatuorguttata
Nectopsyche quatuorguttata är en nattsländeart som först beskrevs av Navás 1922.  Nectopsyche quatuorguttata ingår i släktet Nectopsyche och familjen långhornssländor. Inga underarter finns listade i Catalogue of Life.